# Connor Barron
Connor Barron, né le 29 août 2002 à Kintore en Écosse, est un footballeur écossais qui évolue au poste de milieu central au Rangers FC.

## Biographie

### En club
Né à Kintore en Écosse, Connor Barron est formé par l'Aberdeen FC. Il commence toutefois sa carrière professionnelle avec Brechin City, où il est prêté le 25 septembre 2020, pour une saison.
Il joue son premier match en professionnel avec ce club, le 24 octobre 2020, lors d'une rencontre de championnat face au Elgin City FC. Il est titularisé et son équipe est battue par trois buts à zéro.
Le 3 août 2021, Barron est de nouveau prêté, cette fois au Kelty Hearts F.C. (en).
Le 4 janvier 2022, Barron signe un nouveau contrat avec Aberdeen, le liant au club jusqu'en juin 2024.
Il participe à son premier match de Scottish Premiership face à St Johnstone FC, le 15 février 2022. Il est titularisé et les deux équipes se neutralisent (1-1 score final).
Barron inscrit son premier but pour Aberdeen le 29 octobre 2022, à l'occasion d'une rencontre de championnat face au Glasgow Rangers, à l'Ibrox Stadium. Titulaire, il est l'auteur de l'ouverture du score, mais ne peut empêcher la défaite de son équipe (4-1 score final),.
Au mercato d'été 2024, il s'engage pour 4 ans en faveur du Rangers FC. 

### En sélection
Le 25 mars 2023, Connor Barron joue son premier match avec l'équipe d'Écosse espoirs, face à la Turquie. Il entre en jeu en cours de partie ce jour-là, et son équipe s'incline (0-2 score final).

### Style de jeu
Milieu de terrain central, Connor Barron est décrit comme un joueur courageux avec un gros volume de jeu et qui n'hésite pas à décrocher pour chercher le ballon. Il se distingue aussi par son apport offensif, n'hésitant pas à tirer de loin et appréciant se projeter vers l'avant. Il a également une bonne qualité de passes.

## Palmarès

### En club
- Rangers FC
  - Finaliste de la Coupe de la Ligue écossaise en 2024